# Charl Schwietert
Charles (Charl) Schwietert (Amsterdam, 1 januari 1943) is een Nederlandse voormalig (televisie)journalist. Begin jaren tachtig was hij namens de VVD voor zeer korte tijd staatssecretaris van Defensie. Later werd hij communicatieadviseur, publicist en schrijver.

## Levensloop
Schwietert behaalde zijn gymnasiumdiploma in de jaren zestig op het (toenmalige R.K. jongensinternaat) Dominicus College aan de Dennenstraat te Nijmegen. Hij volgde de opleiding aan het Instituut voor Perswetenschappen aan de Universiteit van Amsterdam en behaalde zijn kandidaatsexamen in de politieke wetenschappen.
Als journalist was hij achtereenvolgens in dienst van de Volkskrant, Brandpunt en laatstelijk als politiek verslaggever bij het NOS Journaal. In 1982 werd hij door VVD-leider Ed Nijpels naar voren geschoven als beoogd staatssecretaris van Defensie in het kabinet-Lubbers I. Dit was verrassend, omdat, gezien zijn KRO-verleden, aangenomen werd dat Schwietert een CDA-sympathisant was.
Drie dagen na zijn aantreden als staatssecretaris op 8 november 1982 trad Schwietert af. Zijn geloofwaardigheid was in het geding gekomen. De reden was dat hij in zijn curriculum vitae had opgenomen dat hij de titel van doctorandus droeg, terwijl hij nooit aan een universiteit was afgestudeerd. Ook beweerde hij ten onrechte luitenant te zijn geweest in het Nederlandse leger. Hij bleek slechts korporaal te zijn geweest. Schwietert werd opgevolgd door Willem Hoekzema (VVD). De drie dagen dat hij in functie was, was lange tijd de kortste bewindsperiode ooit voor een lid van kabinet, maar in 2002 was Philomena Bijlhout (LPF) slechts enkele uren staatssecretaris.

### Latere activiteiten
In 1991 werd Schwietert benoemd tot directeur in- en externe betrekkingen van de Robeco Groep. Na negatieve reacties in de pers werd deze benoeming ongedaan gemaakt.
In 1994 studeerde hij alsnog af aan een universiteit, namelijk de Hawthorne University in Salt Lake City. In 1995 bleek dat de Hawthorne University niet werd erkend door de academische gemeenschap in de Verenigde Staten. In 1998 diende de onderwijsinspectie van de Amerikaanse staat Utah een aanklacht tegen Schwietert in, omdat hij met vervalste papieren was toegelaten tot de universiteit.
Op 16 juli 2005 werd door de Gentse substituut-procureur des Konings Pauwels gemeld, dat er ernstige aanwijzingen zouden zijn dat Schwietert betrokken was bij een belastingfraude van miljoenen euro's. Na onderzoek bleek hij niets van doen te hebben met de zaak waarvoor zijn zakenpartner, Edwin Vanderbruggen, met wie hij in Thailand belastingseminars organiseerde, werd veroordeeld. Schwietert besloot desondanks uit Thailand te vertrekken en vestigde zich weer in Nederland, waar hij zich bezighield met het schrijven van artikelen en boeken.

## Overzicht betrekkingen
- Journalistieke werkzaamheden (de Volkskrant, KRO's Brandpunt, NOS Journaal), tot november 1982
- Staatssecretaris van Defensie, van 8 november tot en met 11 november 1982
- Hoofd publiciteit (rang: administrateur) Economische Voorlichtingsdienst (EVD), van 1 mei 1983 tot januari 1985
- Een functie in de public relations, vanaf januari 1985
- Vennoot internationaal communicatieadviesbureau Sterling, vanaf 1987
- Directeur van de Netherlands Thai Chamber of Commerce te Bangkok, van 2000 tot 2004
- Vennoot Asia Pacific Tax Consultants, van 2004 tot 2005

## Werken

### Journalistiek werk
- De formatie van een tijdbom. Het tweede kabinet Van Agt. Haarlem, 1981 (samen met Hans Hillen)
- Imagobeschadiging & imagoherstel. Mensen in opspraak, merken onder vuur, de rol van de journalistiek. 's-Gravenhage, 1996 (samen met echtgenote en voormalig Elsevier Weekblad-journaliste Dieudonnée ten Berge), gebaseerd op zijn scriptie of proefschrift aan de Universiteit in Salt Lake City, Utah)
- Thaise schatjes. Handel in illusies in het Land van de Glimlach. 's-Gravenhage, 2006
- De Marketing van God. Amsterdam, 2008
- Het verraad van Lily Vos. Hoe een joodse peuter de holocaust overleefde. Eindhoven, 2010

### Proza
- Moord op de informateur. Amsterdam, 1982
- Het wonder van de Provence. Mysterieuze genezingen in het land van de lavendel. 's-Gravenhage, 2007

- Gemeinsame Normdatei: 141747153
- International Standard Name Identifier: 0000 0000 2623 2433
- Library of Congress Control Number: n82030066
- Nederlandse Thesaurus van Auteursnamen: 068989733
- Parlement.com: vg09llnplzzq
- Virtual International Authority File: 16108272
- WorldCat: E39PBJh4vqHt6mqCbVKqX7Ytrq